# Prairie (Lokomotive)

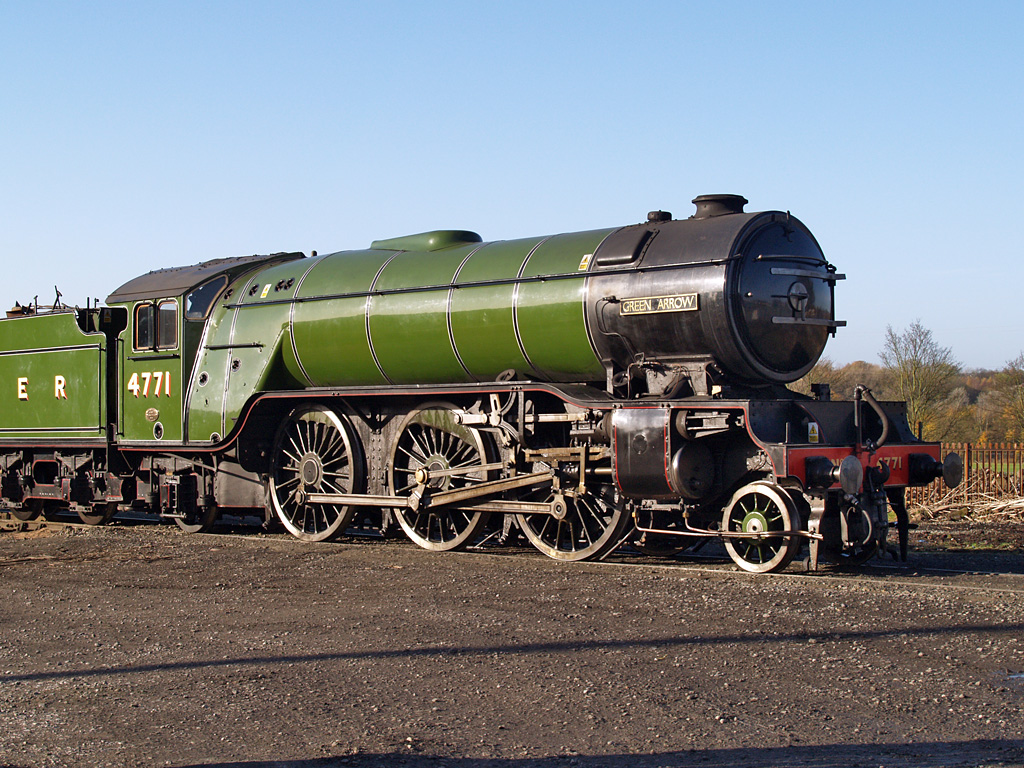
Die LNER-Klasse V2, ein Entwurf einer Prairie-Lokomotive des britischen Konstrukteurs Sir Nigel Gresley

Prairie (im deutschen Sprachraum auch Prärie) ist eine aus dem nordamerikanischen Sprachgebrauch stammende Bezeichnung für Dampflokomotiven mit der Achsfolge 2-6-2 nach der Whyte-Notation, die der deutschen Bauartbezeichnung 1’C1’ entspricht. Prairie-Lokomotiven besitzen eine Vorlaufachse, drei gekuppelte Achsen und eine Schleppachse. In dieser Bauform wurden vornehmlich Personenzuglokomotiven gebaut, daneben entstanden in dieser Achsfolge auch Schnellzug- und Mehrzwecklokomotiven.

## Geschichte

Die erste Lokomotive der Achsfolge 1’C1’, die „Maxlhaid“ der EEG

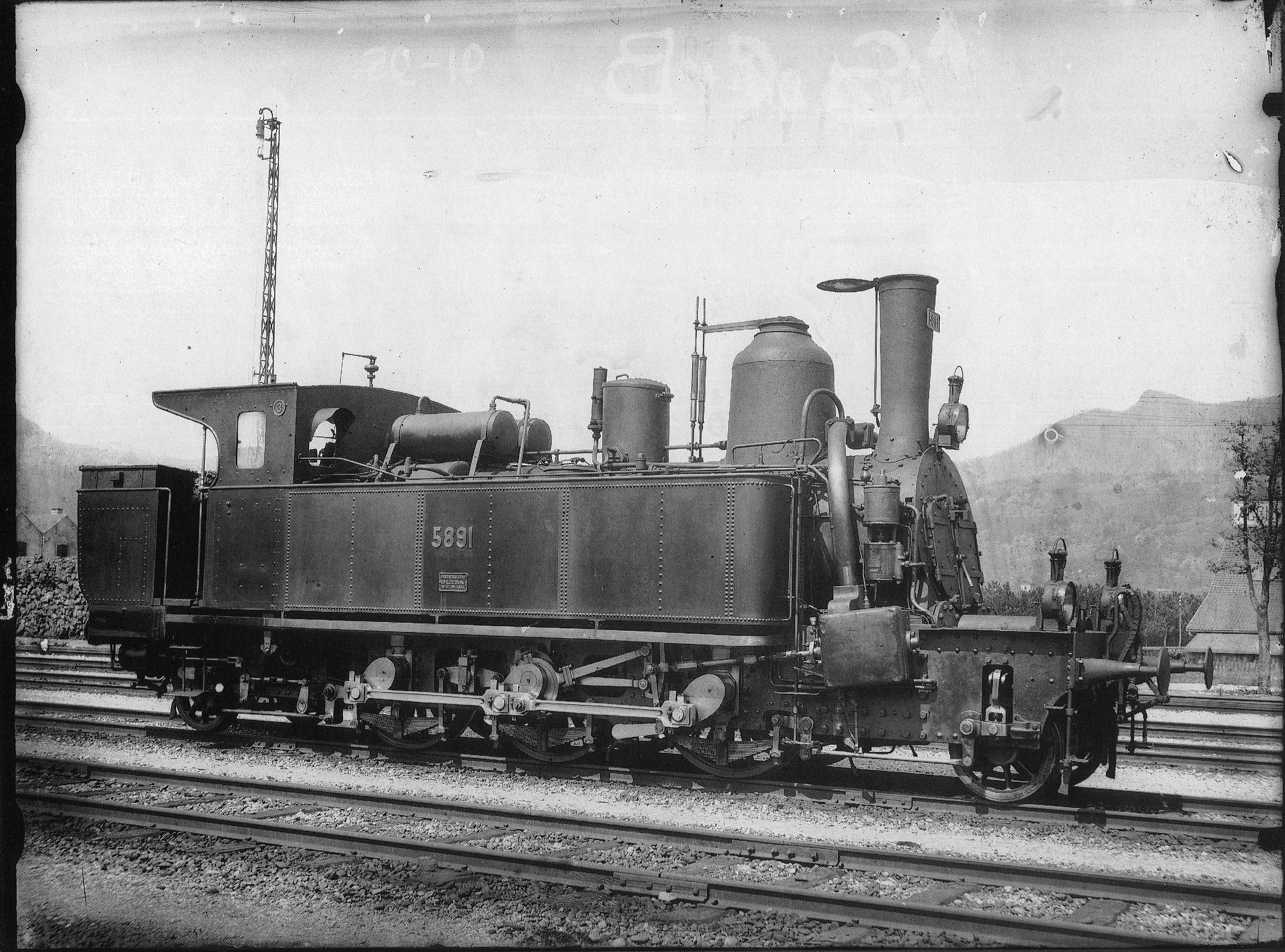
1883 erbaute Schnellzuglokomotive Nr. 5891 des Typs Eb 3/5 der SBB, zuvor Nr. 95 der SCB

Erstmals verwendet wurde diese Achsfolge 1856 durch die Wiener Neustädter Lokomotivfabrik bei einer Tenderlokomotivenreihe für die Trauntalbahn in der seltenen Spurweite von 1106 Millimetern, den Lokomotiven Marchtrenk bis Zizlau der EEG. Die in Deichselgestellen gelagerten Laufachsen dieser Lokomotiven erwiesen sich mangels einer Rückstellvorrichtung als unzureichend und ein Nachbau unterblieb.
Weitere Versuche der Belgischen Staatsbahn 1878 mit der Achsfolge brachten ebenfalls keine befriedigenden Ergebnisse. Die 1883 von der Werkstätte der Schweizerischen Centralbahn in Olten gebauten, für den Einsatz vor Schnellzügen auf der Alten Hauensteinlinie gebauten Tenderlokomotiven mit dieser Achsfolge blieben immerhin über 20 Jahre in Dienst.
In der Folgezeit setzte sich die Achsfolge in Europa zunächst für Tenderlokomotiven im Dienst vor Vorortzügen durch, da mit der Achsfolge eine gute Beschleunigung erreicht werden konnte. Zu den ersten Konstruktionen dieser Art zählte beispielsweise die 1895 von Karl Gölsdorf für die Wiener Stadtbahn konstruierte Reihe 30 der k.k. Staatsbahnen beziehungsweise der Commission für Verkehrsanlagen in Wien. Ihre symmetrische Achsfolge machte Prairie-Tenderlokomotiven für Einsatzgebiete, bei denen rückwärts wie vorwärts gleich gute Laufeigenschaften der Lokomotiven nötig waren, gut geeignet.

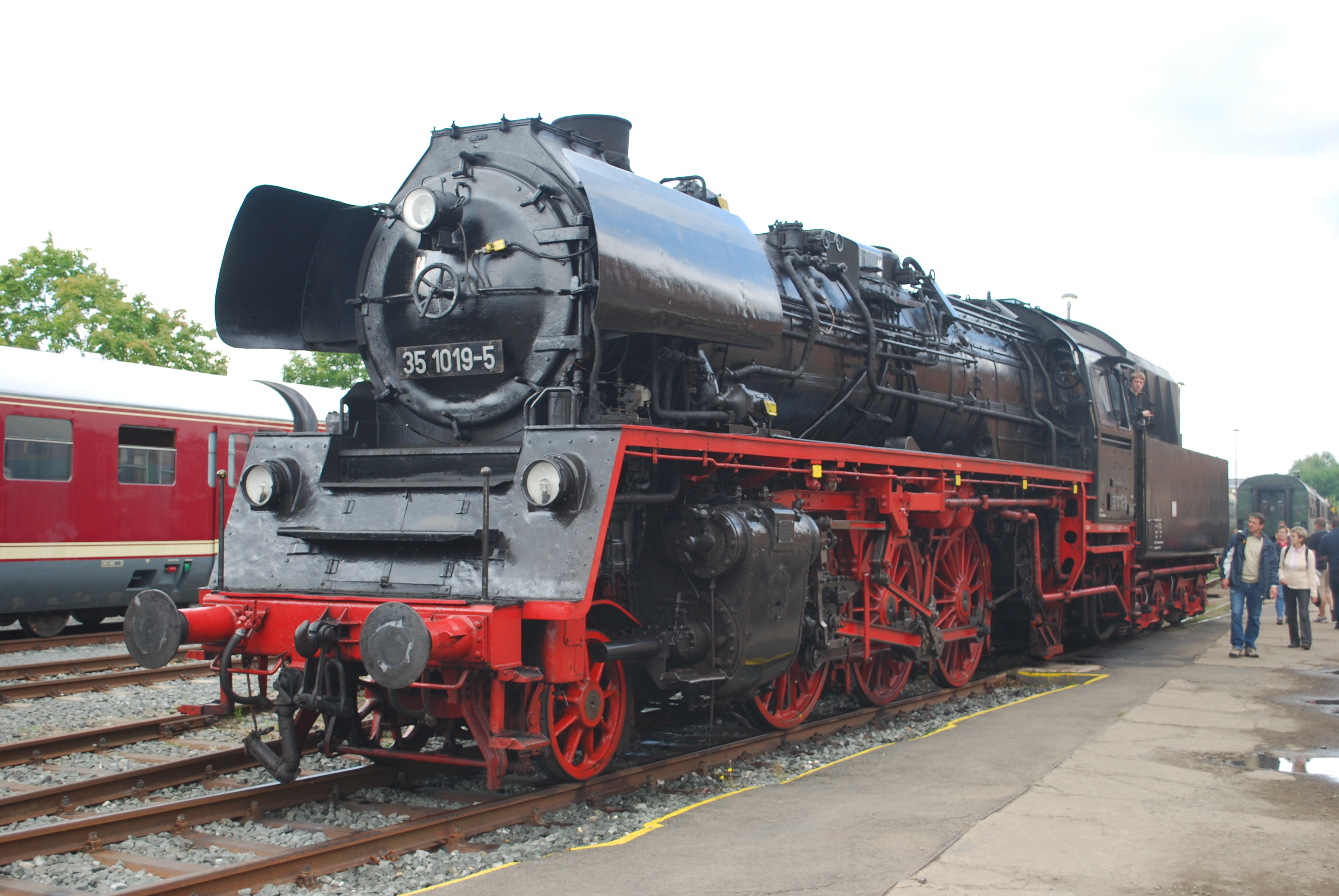
Lokomotive 23 1019 der DR-Baureihe 23 (ab 1970 Baureihe 35)

Ab 1884 entstanden Schlepptenderlokomotiven dieser Achsfolge, in diesem Jahr lieferte Baldwin Lokomotiven dieser Bauart nach Neuseeland. 1901 erhielt in den Vereinigten Staaten die Lake Shore and Michigan Southern Railway (eine der Vorgängergesellschaften der New York Central Railroad), deren Netz zwischen Chicago und Buffalo lag, die ersten Schnellzuglokomotiven mit dieser Achsfolge. Die erste Lokomotive der neuen Bauart erhielt den Namen „Prairie“, der sich daraufhin schnell als Bezeichnung für Lokomotiven mit dieser Achsfolge verbreitete. Gelegentlich wird der Name auch darauf zurückgeführt, dass die ersten in den USA eingesetzten Lokomotiven dieser Achsfolge, die ein Jahr zuvor an die Chicago, Burlington and Quincy Railroad geliefert worden waren, vorwiegend vor Zügen auf Flachlandstrecken durch die weiten, als Prärie bezeichneten Ebenen des amerikanischen Mittelwestens eingesetzt wurden.
Vorteilhaft für die Verwendung als Schnellzuglokomotiven war, dass dank der als Schleppachse ausgebildeten Nachlaufachse der Stehkessel eine breite, nicht durch die Treibradsätze eingeengte Feuerbüchse erhalten konnte. Die meisten Kessel von Prairie-Schlepptenderlokomotiven weisen daher gute Verdampfungseigenschaften auf und sind zu hohen Dauerleistungen in der Lage. Gegenüber 2’C-Schlepptenderlokomotiven etwa gleicher Leistungsstärke konnten Prairie-Lokomotiven meist etwas leichter ausgeführt werden. Mit der Einführung des Krauss-Helmholtz-Lenkgestells für die Vorlauf- und die erste Kuppelachse erhielten die Lokomotiven durch die Aufteilung der Führung im Gleis auf zwei Radsätze zudem gute Laufeigenschaften, die mit Lokomotiven mit herkömmlichen Drehgestellen wie etwa den Pacific-Lokomotiven der Achsfolge 2’C1’ vergleichbar waren.
Diese Vorteile führten zu einer raschen Verbreitung der Achsfolge in verschiedenen Ländern, vorwiegend für den Einsatz im Schnellzug- oder im Personenverkehr. Die unterschiedlichen „Schulen“ der Konstrukteure in verschiedenen Ländern führten allerdings dazu, dass sich teilweise erhebliche zeitliche Unterschiede in der Einführung ergaben und sich Lokomotiven dieser Achsfolge je nach Land unterschiedlich verbreiteten. Das Misstrauen vieler Lokomotivkonstrukteure gegenüber den Laufeigenschaften eines Krauss-Helmholtz-Gestells führte dazu, dass sich beispielsweise in Deutschland Prairie-Lokomotiven für höhere Geschwindigkeiten erst relativ spät durchsetzten.
Ab den 1930er Jahren war die Achsfolge aber im Lokomotivbau nicht nur für vergleichsweise langsame Tenderlokomotiven, sondern auch für Schnell- und Personenzugschlepptenderlokomotiven fest etabliert und anerkannt. Besonders weit verbreitet waren sie in Österreich-Ungarn und den Nachfolgestaaten der Donaumonarchie, Italien sowie der Sowjetunion, letztere setzte mit über 3350 gebauten Exemplaren die weltweit meisten Lokomotiven der Achsfolge ein.
Dagegen wurden in den USA, dem Ursprungsland der Bezeichnung für diese Achsfolge, vergleichsweise wenige Prairie-Lokomotiven beschafft und eingesetzt. In verschiedenen Ländern, so etwa Deutschland und Polen, gehörten Prairie-Lokomotiven zu den letzten Neukonstruktionen von Dampflokomotiven.

## Länderübersicht

### Deutschland

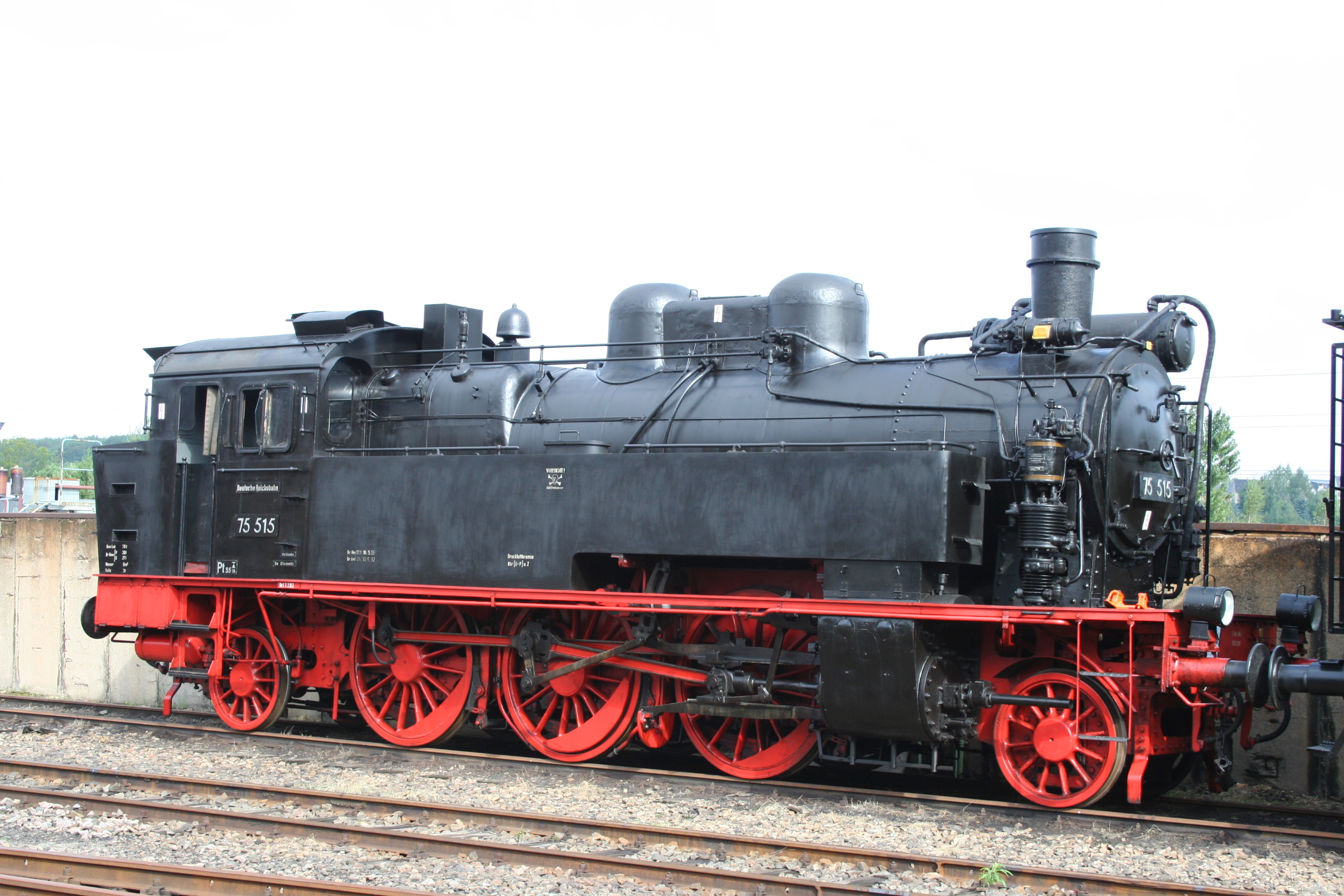
DR-Lokomotive 75 515 (ehemalige sächsische XIV HT)

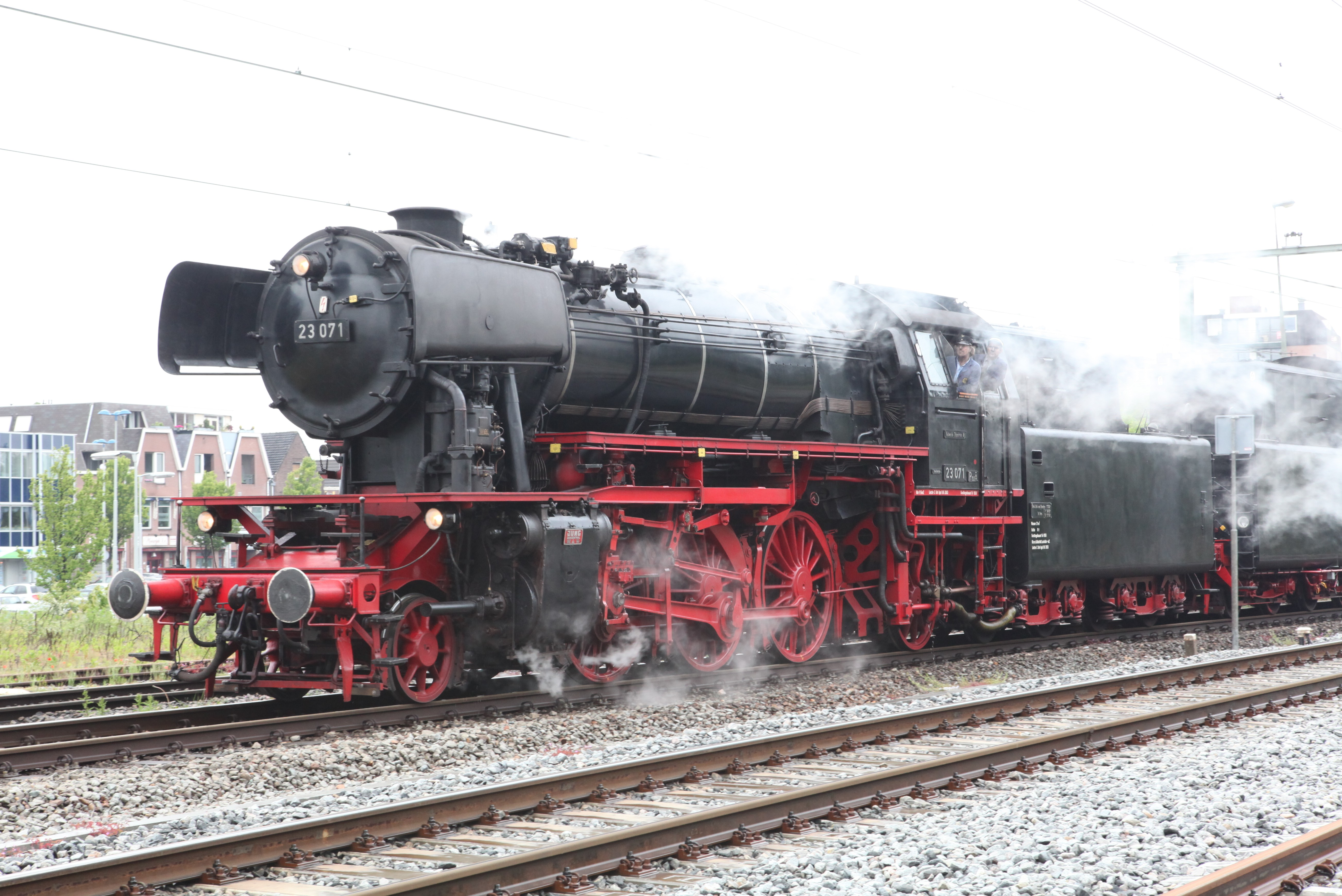
DB-Lokomotive 23 071

Tenderlokomotiven dieser Achsfolge verbreiteten sich in Deutschland nach den guten österreichischen Erfahrungen mit der Reihe 30 recht schnell. Die Württembergische T 5, die Badische VI b und die Badische VI c sowie die sächsische Sächsische XIV HT, alle vor dem Ersten Weltkrieg entwickelt, waren erfolgreiche Konstruktionen, viele Lokomotiven dieser Baureihen wurden bis weit in die 1960er Jahre eingesetzt. Lediglich die preußische T 6 war eine Fehlkonstruktion, die wenigen Exemplare wurden kurz nach dem Ersten Weltkrieg bereits wieder ausgemustert. Die Deutsche Reichsbahn-Gesellschaft beschaffte ab 1928 über 500 Exemplare ihrer Einheitsdampflokomotive der Reihe 64. Auch Privatbahnen wie die Eutin-Lübecker Eisenbahn mit den Lokomotiven 11 bis 14 beschafften in der Zwischenkriegszeit Tenderlokomotiven dieser Achsfolge.
Dagegen blieben die ersten Schlepptenderlokomotiven zunächst erfolglos. Die 1916 in drei Exemplaren gelieferte Oldenburgische S 10 war durch den schlecht auf die Dampfmaschine abgestimmten Kessel ausgesprochen unwirtschaftlich und wurde bereits nach weniger als zehn Jahren wieder ausgemustert. Eine regelrechte Fehlkonstruktion war die badische Badische IV g, die ungenügende Laufeigenschaften aufwies und weder auf Flachlandstrecken noch der Schwarzwaldbahn befriedigte. Die badische Staatsbahn gab die fünf Exemplare 1918 im Zuge der Ablieferungen nach dem Waffenstillstand von Compiègne nach Frankreich ab. Die französische Seite wollte die Lokomotiven ebenfalls bald wieder loswerden und erklärte sich zur Rückgabe nach Deutschland bereit, was in Baden wiederum abgelehnt wurde. Sie wurden in Frankreich schließlich Anfang der 1930er Jahre ausgemustert.
Erst 1941 erhielt die Deutsche Reichsbahn wieder Prairie-Schlepptenderlokomotiven. Die in zwei Vorserienexemplaren beschaffte Baureihe 23 sollte als Personenzuglokomotive ab 1941 in bis zu 800 Exemplaren als Ersatz für die preußische P 8 beschafft werden, der Zweite Weltkrieg ließ diese Pläne aber zugunsten dringender erforderlicher Güterzuglokomotiven obsolet werden. Nach dem Krieg beschafften sowohl die Deutsche Bundesbahn mit der DB-Baureihe 23 wie auch die Deutsche Reichsbahn in der DDR mit der DR-Baureihe 23.10 jeweils gut 100 neue Prairie-Lokomotiven. Die letzten Exemplare blieben aber durch den Strukturwandel bedingt durchschnittlich weniger als 20 Jahre in Betrieb und wurden bis etwa Mitte der 1970er Jahre ausgemustert.

### Österreich-Ungarn

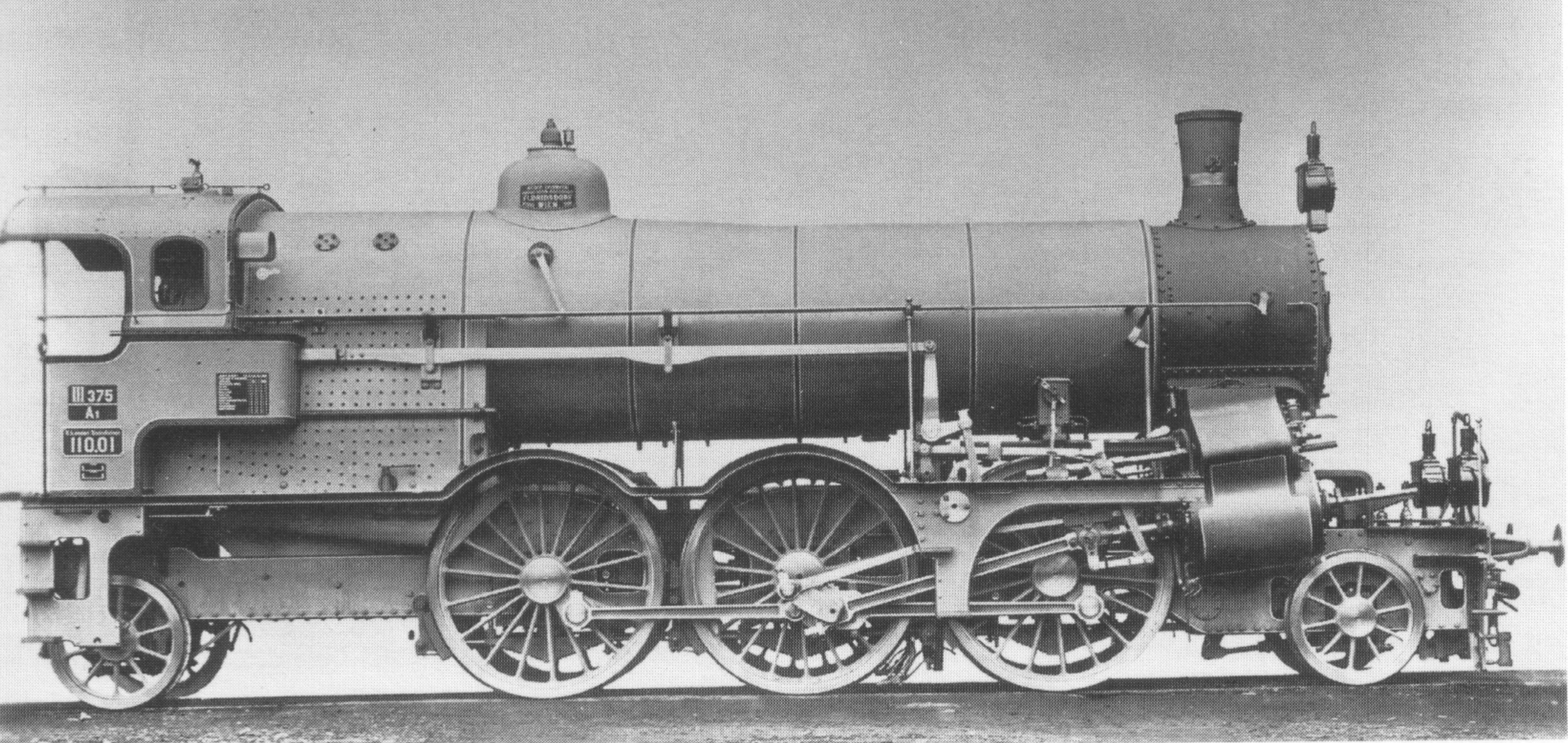
KkStB-Reihe 110

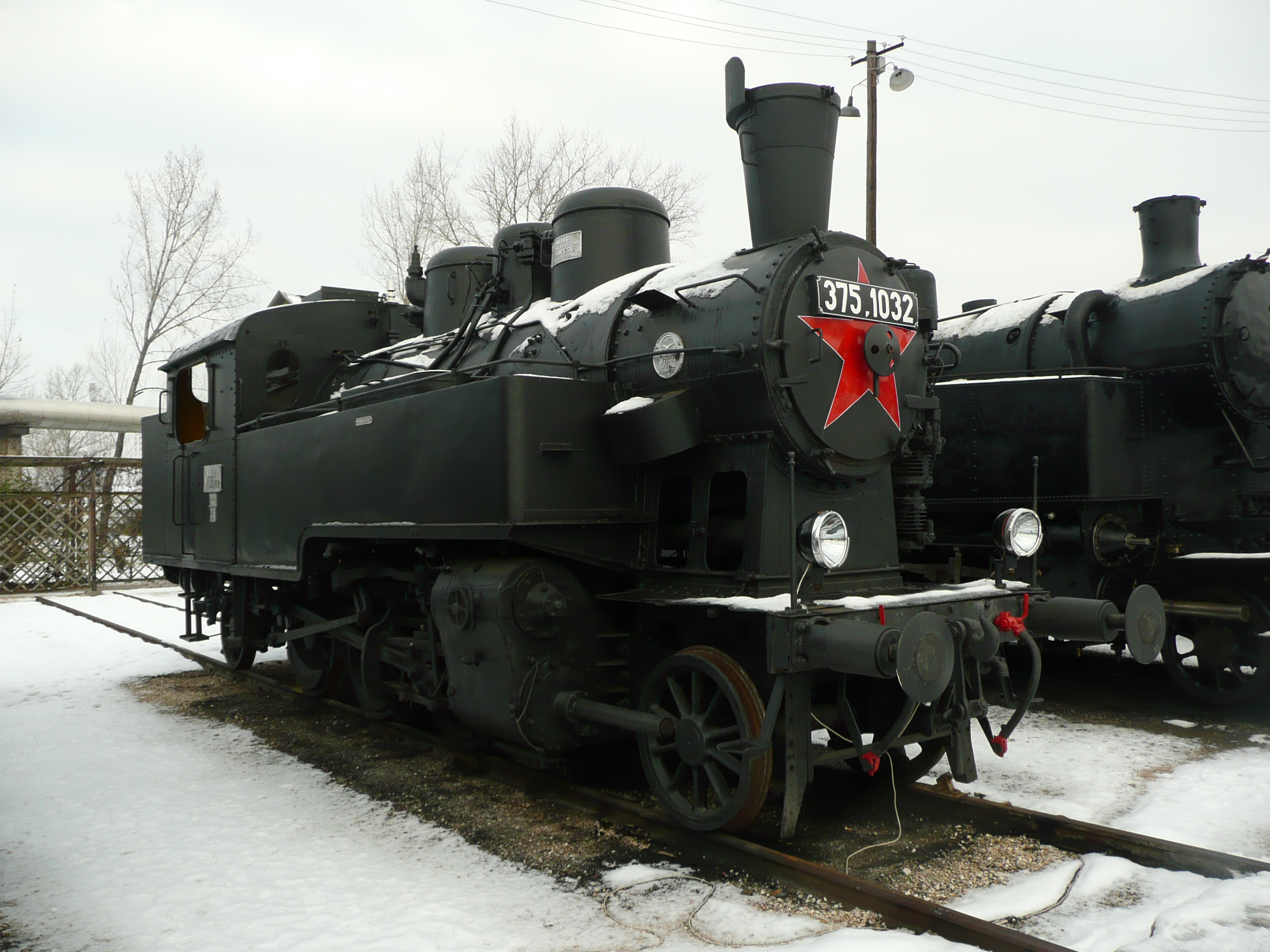
Die letzte, 1959 ausgelieferte Lokomotive der MÁV-Baureihe 375

In Österreich wie auch in Ungarn waren Prairie-Lokomotiven sehr erfolgreich und wurden in großen Stückzahlen beschafft. Nachfolger der ersten in größerer Serie für eine der Staatsbahnen Österreich-Ungarns beschafften Reihe 30 der kkStB als Lokomotive für Vorortzüge und Nebenbahnen wurden die Reihen 29 und 229, die nach 1918 auch in fast allen Nachfolgestaaten Österreich-Ungarns eingesetzt wurden.
Die relativ geringen zulässigen Achslasten der kkStB-Strecken führten sowohl im Schnellzug- wie im Personenzugverkehr zu einer guten Eignung der Prairie-Lokomotiven. Karl Gölsdorf entwickelte mit der kkStB-Reihe 110 eine kräftige Schnellzuglokomotive, die außer von den k.k. Staatsbahnen auch von verschiedenen Privatbahnen der Donaumonarchie wie etwa der Kaschau-Oderberger Bahn (KOB) beschafft wurde. Auf Basis der 110 entstanden weitere Nachfolgebauarten bis zur zuletzt ab 1916 beschafften Reihe 910. Als Personenzuglokomotive entwickelte Gölsdorf die Reihe 329 und ihre Nachfolgereihe 429.
Die ungarische Staatsbahn MÁV orderte ebenfalls Exemplare der Reihe 329 und beschaffte darüber hinaus auch mehrere Baureihen von Prairie-Lokomotiven nach eigenen Konstruktionen. Als Schnellzuglokomotive kamen ab 1908 die Maschinen der MÁV-Reihe 322 (IIIs) zum Einsatz, gefolgt von den ab 1909 gelieferten fast 900 Exemplaren der Reihe 324, der meistverbreiteten ungarischen Schnellzuglokomotive. Als Tenderlokomotiven für Nebenbahnen und den Lokalverkehr stellte die MÁV ab 1907 die Baureihen 375 und 376 in Dienst. Die letzten Exemplare der Reihe 375 wurden 1959 ausgeliefert und gehörten zu den letzten ungarischen Dampflokomotiven im Einsatz.
Die meisten Lokomotiven blieben nach 1918 bei den verschiedenen Nachfolgebahnen noch lange im Einsatz und wurden teilweise, so etwa in der Tschechoslowakei und Jugoslawien noch nachbeschafft. Die letzten Gölsdorf-Lokomotiven dieser Achsfolge waren bis nach dem Zweiten Weltkrieg im Dienst.

### Schweiz

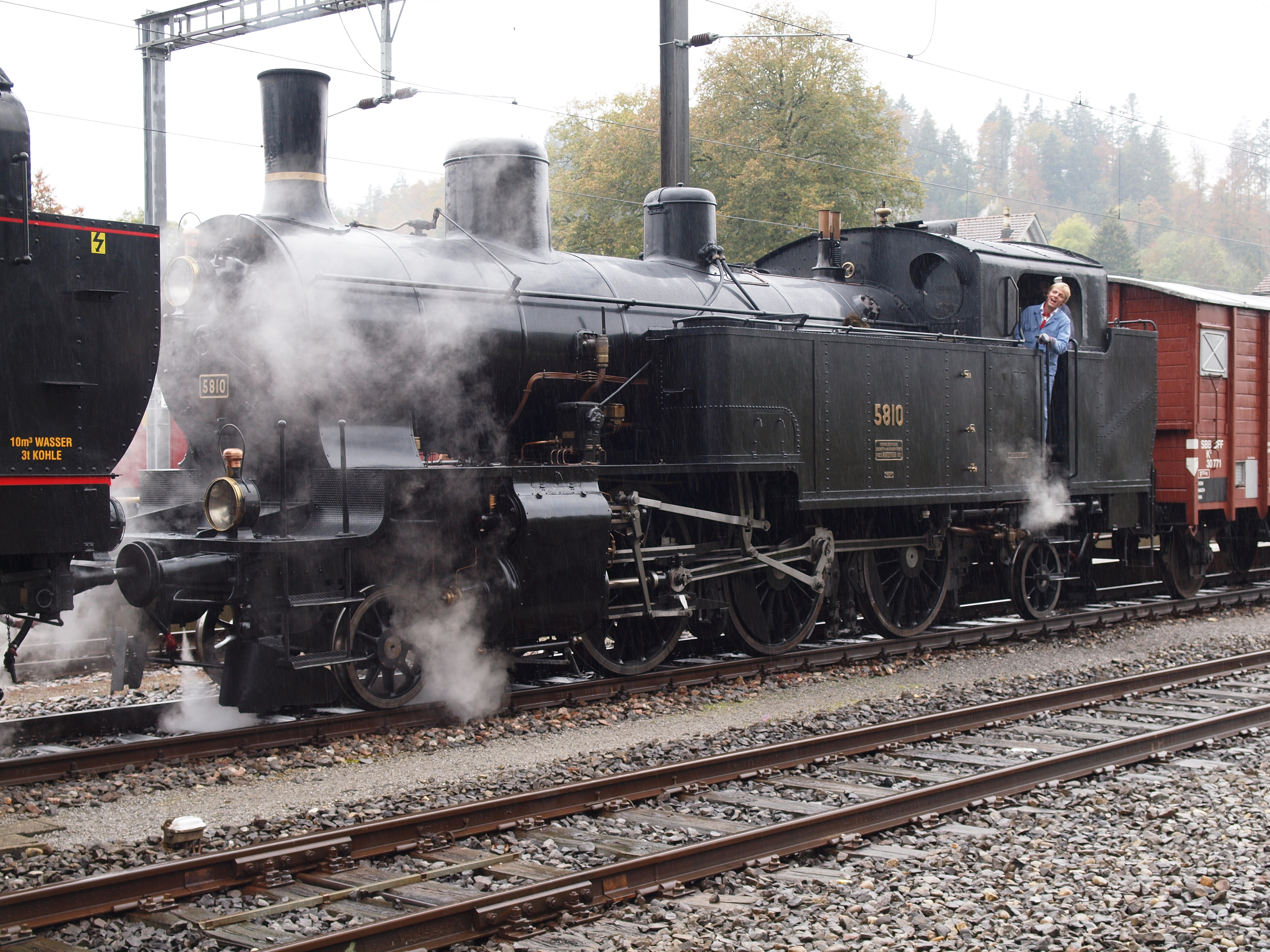
Die Eb 3/5 5810 der SBB

Schlepptenderlokomotiven des Typs Prairie wurden in der Schweiz nie beschafft. Dagegen erhielt die Achsfolge als Tenderlokomotive eine weite Verbreitung.
Nachdem bereits verschiedene Privatbahnen entsprechende Lokomotiven beschafft hatten, beispielsweise die Eb 3/5 der Bodensee-Toggenburg-Bahn oder die Ec 3/5 der Thunerseebahn, beschafften die SBB ab 1911 die Eb 3/5 in 34 Exemplaren. Sie wurden als Mehrzwecklokomotiven fast bis zum Ende des Dampfbetriebs bei den SBB eingesetzt.

### Polen

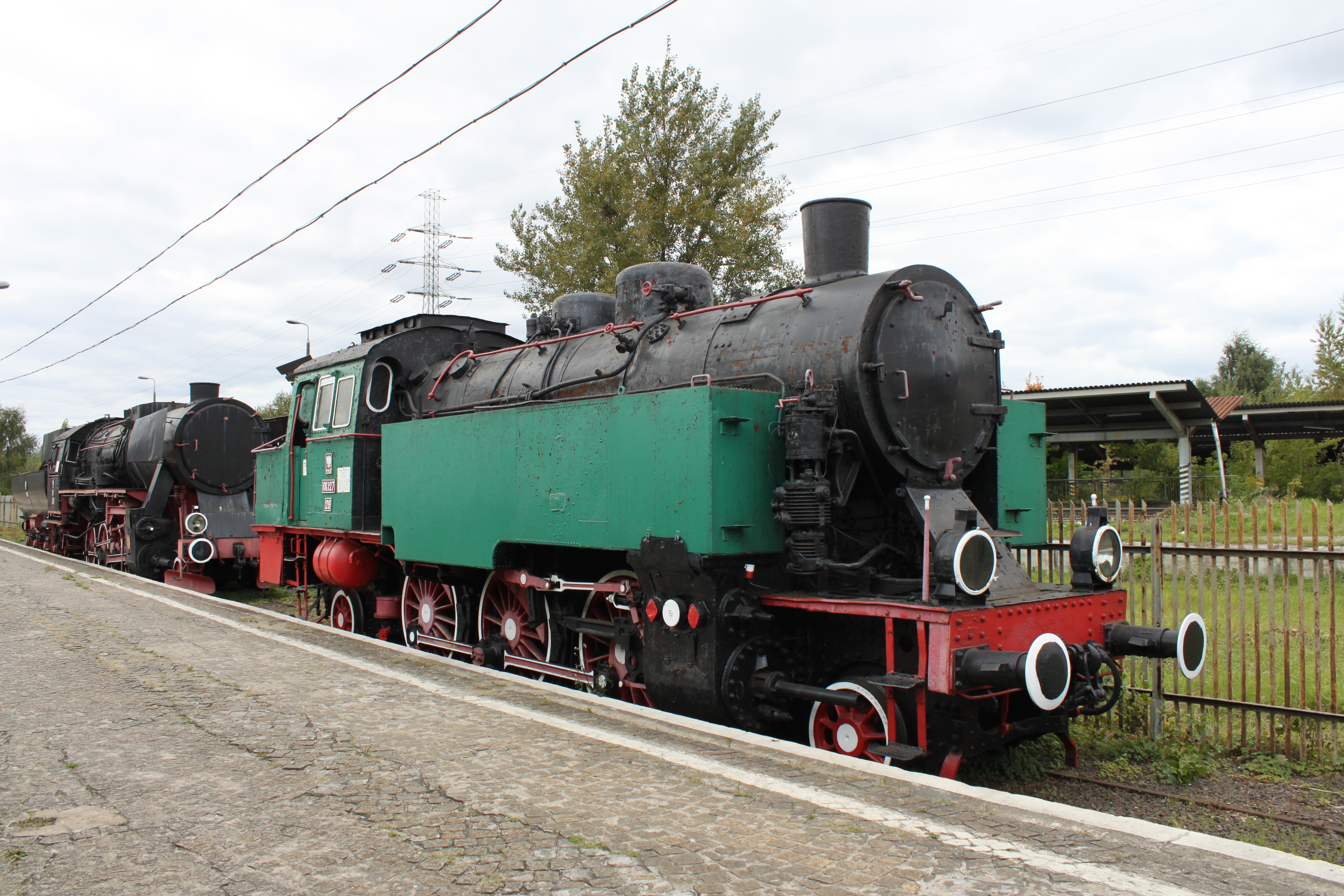
Die PKP-Lokomotive OKl27.26

Abgesehen von den durch die PKP nach 1919 von ihren Vorgängerbahnen übernommenen Lokomotiven, unter denen auch ehemalige kkStB-Prairies, beispielsweise der als Reihe Ol11 eingeordneten kkStB-Reihe 329, waren, beschaffte die polnische Staatsbahn zwei Prairie-Bauarten, je eine als Tender- und eine als Schlepptenderlokomotiven.
Ab 1928 entstanden 122 Exemplare der schweren Tenderlokomotive der Baureihe OKl27. Nach dem Krieg erhielt die PKP 112 Maschinen der Baureihe Ol49. Beide Baureihen bewährten sich gut und wurden über Jahrzehnte eingesetzt. Die letzten Exemplare der Ol49 hielten sich bis etwa 1990 im Plandienst der PKP.

### Vereinigtes Königreich

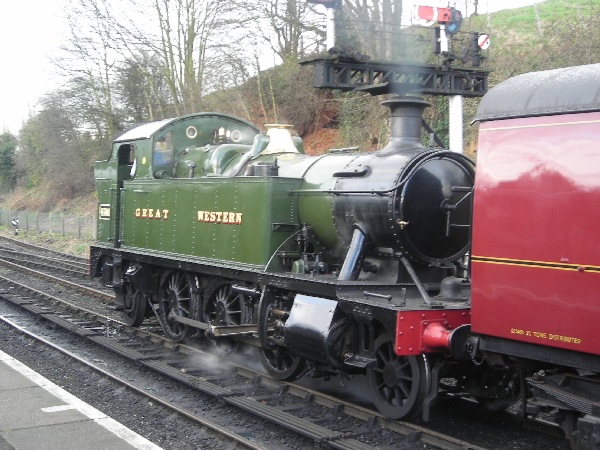
GWR-Lokomotive 4566

In Großbritannien erhielt die Bauart Prairie als Schlepptenderlokomotive keine große Verbreitung. Lediglich die von Nigel Gresley für die LNER konstruierte LNER-Klasse V2 wurde in größeren Stückzahlen beschafft und erwies sich als ideale Mehrzwecklokomotive, die sowohl für Schnellzüge wie auch Güterzüge geeignet war.
Außer der V2-Klasse entstanden fast ausschließlich Tenderlokomotiven. Sowohl British Railways als auch drei der vier Vorgängergesellschaften (mit Ausnahme der Southern Railway) bauten, beginnend mit der ab 1906 von der Great Western Railway beschafften GWR-Klasse 4500, größere Serien mit dieser Achsfolge, so die Lokomotiven der BR-Standardklassen 2MT 2-6-2T und 3MT 2-6-2T sowie die LNER-Klasse V1 und die LMS-Klasse 3MT.

### Russland/Sowjetunion

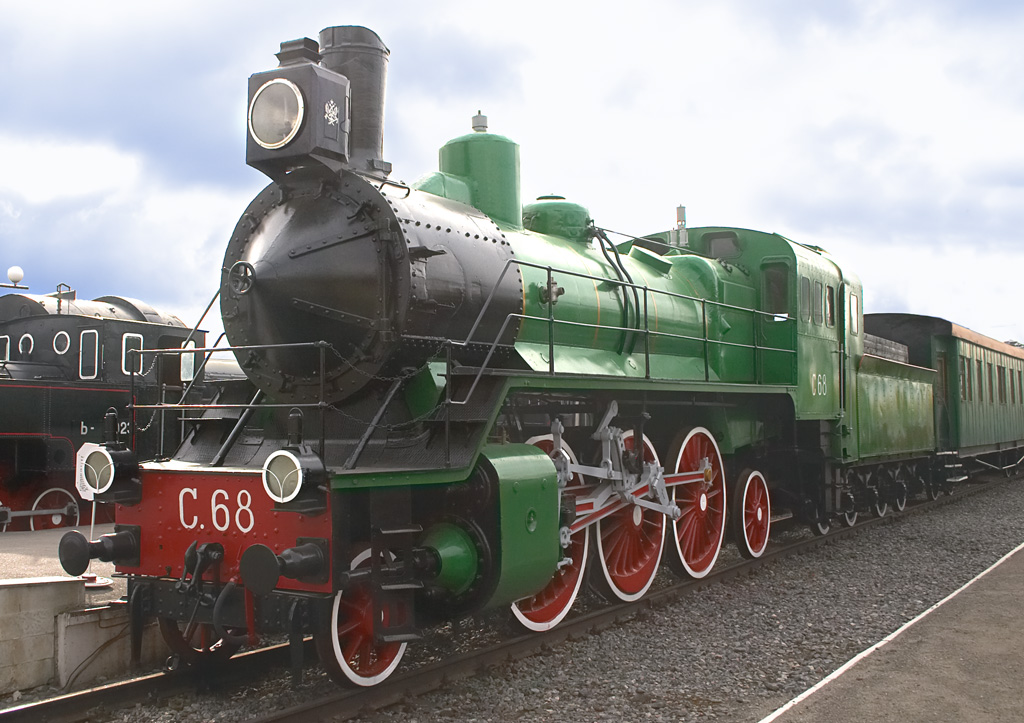
Russische Baureihe С im Eisenbahnmuseum in Sankt Petersburg

In Russland bzw. der Sowjetunion fand die Bauart Prairie vor allem als Schnellzuglokomotiven sehr weite Verbreitung und entwickelte sich zu einer Standardlokomotive. Ab 1910 erhielten russische Bahnen die ersten Exemplare der Reihe С. Bis 1919 wurden 678 Exemplare gebaut. Die Warschau-Wiener Eisenbahn erhielt weitere 15 modifizierte, an die mitteleuropäische Fahrzeugumgrenzung angepasste und durch Wenden der Radsterne zwischen Regel- und Breitspur umspurbare Exemplare der Baureihe СВ.
Nach dem Ende des Zarenreichs verkehrten Lokomotiven der Baureihe С in der Sowjetunion und in Lettland. Auf Basis dieses erfolgreichen Entwurfs entstand in der neugegründeten UdSSR ab 1924 eine verstärkte und verbesserte Version in Form der Reihe Су, die in den Folgejahren in großer Stückzahl beschafft wurde. Bis 1951 wurde sie mehrfach modifiziert und in insgesamt fast 2700 Exemplaren gebaut.
Im Schnellzugverkehr in der UdSSR erbrachten die Lokomotiven bis zum Erscheinen der Baureihe ИС ab Mitte der 1930er Jahre die meisten Leistungen. Sie blieben bis in die 1960er Jahre fast landesweit vor Schnellzügen im Einsatz. Insgesamt entstanden für die russischen und sowjetischen Eisenbahnen über 3400 Prairie-Lokomotiven, nach anderen Quellenangaben sogar ca. 3700 Stück, was weltweit der umfangreichste Bestand an Lokomotiven der Bauart Prairie war.

### Italien

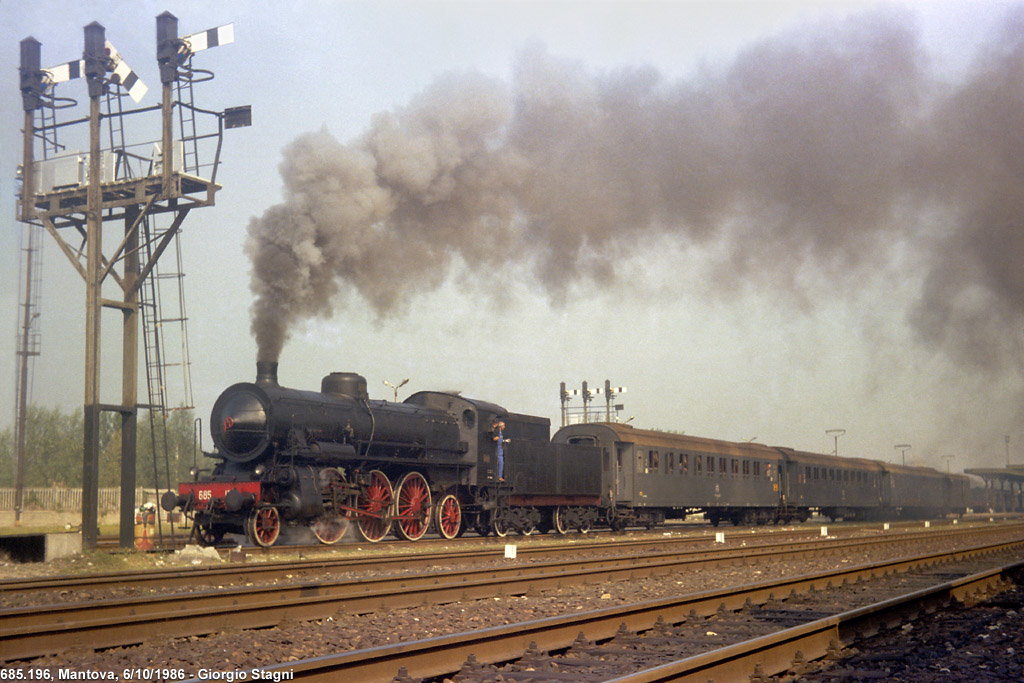
Die 685.196 im Jahr 1986 in Mantova

Ebenfalls umfangreich Verwendung im Schnellzugdienst fanden Prairie-Lokomotiven in Italien. Ab 1906 erhielten die Ferrovie dello Stato (FS) zunächst die Vierzylinder-Nassdampf-Verbundlokomotiven der Reihe 680. Entsprechend der technischen Entwicklung stellten auch die FS bald auf Heißdampf um. Ab 1912 wurden in den Jahren bis 1927 dementsprechend 235 Exemplare der als Vierlings-Heißdampflokomotiven ausgeführten Reihe 685 gebaut, die damit die meistgebaute italienische Schnellzugdampflokomotive wurde.
Parallel dazu wurden weitere Exemplare als Reihe 685.8 mit Caprotti-Ventilsteuerung geliefert. Fünf Lokomotiven wurden ab 1939 zu Franco-Crosti-Lokomotiven umgerüstet und mit der neuen Reihenbezeichnung 683 bezeichnet. Sie erhielten zudem Stromlinienverkleidungen.

### Jugoslawien
Mit sechs ersten Exemplaren wurde bereits 1912 noch an die damalige serbische Staatsbahn eine ab 1933 als Reihe 01 bezeichnete Schnellzuglokomotive geliefert, wie die 685 der FS als Vierlings-Heißdampflokomotive ausgeführt. Nachdem ab 1922 insgesamt 120 Stück als Reparationsleistung von deutschen Lokomotivfirmen geliefert wurden, war sie die meistgebaute Schnellzuglokomotive der jugoslawischen Staatsbahnen. Parallel hatte die maschinentechnische Abteilung der serbischen Staatsbahn 1912 auch eine Variante als Vierzylinder-Nassdampf-Verbundlokomotive entwickelt, die in acht Exemplaren zum Einsatz kam, sich aber gegenüber der Reihe 01 als weniger erfolgreich zeigte. Die als Reihe 04 eingeordneten Lokomotiven wurden bis Ende der 1940er Jahre ausgemustert. Die Reihe 01, von der in den 1930er Jahren ein Exemplar eine Stromlinienverkleidung erhielt, blieb dagegen mit letzten Exemplaren bis 1985 im Einsatz. Die jugoslawischen Staatsbahnen setzten außerdem von Österreich und Ungarn übernommene Prairie-Bauarten ein, so die ehemaligen kkStB 110 unter Beibehaltung der Stammnummer und Maschinen der kkStB-Reihe 329 als Reihe 107. Mit 87 Stück in Jugoslawien weit verbreitet waren auch die als Reihe 22 eingeordneten Lokomotiven der MÁV-Baureihe 324. Im bosnischen Schmalspurnetz der JDŽ gab es mit der JDŽ 73 ebenfalls eine Prairie-Baureihe.

### Vereinigte Staaten von Amerika

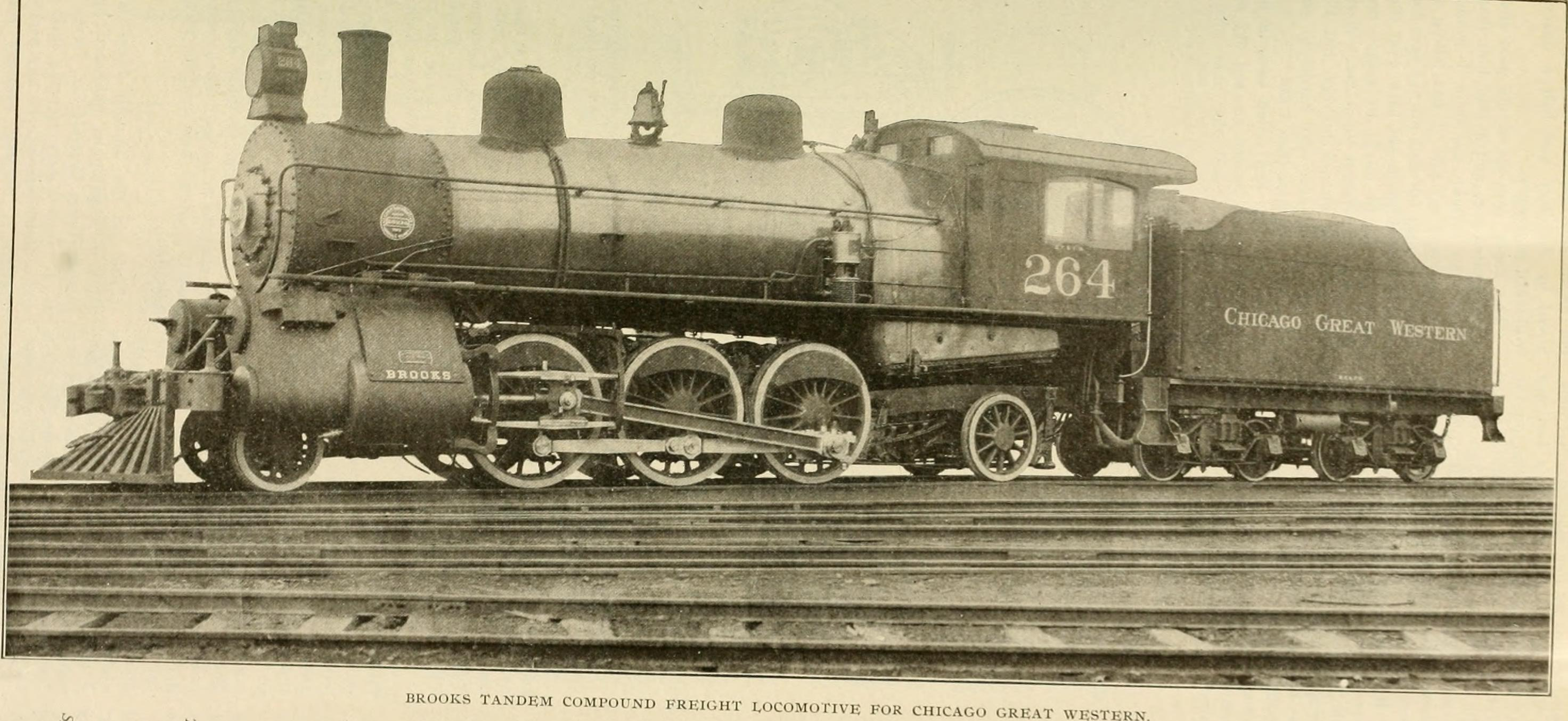
1902 von Brooks an die Chicago Great Western gelieferte Prairie-Lokomotive

Obwohl in den USA erstmals produziert, fanden Schlepptender-Prairies in den Vereinigten Staaten vergleichsweise wenig Anklang. Insgesamt wurden an die 1500 Prairie-Lokomotiven für US-amerikanische Bahngesellschaften hergestellt. Die ersten drei Exemplare entstanden 1898 bei Baldwin für die McCloud River Railroad, eine vor allem für den Holztransport genutzte Waldbahn im Norden von Kalifornien. Sie bewährten sich auf den einfach verlegten Gleisen und die Bahngesellschaft beschaffte schrittweise weitere Prairies, insgesamt 11 Exemplare. Eine 1925 für die McCloud River Railroad gebaute Prairie steht heute bei der Oregon Coast Scenic Railroad im Einsatz. In den Folgejahren beschafften viele Waldbahnen in den USA Prairie-Lokomotiven, sowohl in Normalspur als auch in diversen Schmalspur-Spurweiten. 
Die ersten Exemplare für eine Class-1-Gesellschaft entstanden im Jahr 1900, geordert von der Chicago, Burlington and Quincy Railroad (CB&Q), bei Brooks Locomotive Works, einem der Vorgängerunternehmen von Alco. Die CB&Q beschaffte in den Folgejahren bis 1912 von Brooks, Baldwin und Alco gut 400 Prairie-Lokomotiven der Klassen R-1 bis R-5 und besaß damit den größten Bestand aller US-amerikanischen Bahngesellschaften. Die letzten blieben bis Anfang der 1950er Jahre im Einsatz. Ab 1901 beschaffte auch die Atchison, Topeka and Santa Fe Railway Prairies, bis 1907 rund 260 Stück verschiedener Bauarten, die zum Teil ebenfalls bis in die 1950er Jahre im Bestand der Santa Fe blieben. Weitere Class-1-Bahnen, die Prairie-Lokomotiven in nennenswerten Stückzahlen beschafften, waren bspw. die Chicago Great Western (CGW), die Northern Pacific (NP), die Great Northern (GN), die Central Railroad of New Jersey (CNJ) und die Wabash Railroad. Weitere Gesellschaften besaßen einzelne Versuchsexemplare oder Kleinserien. Außer bei der CB&C und der ATSF erreichten die Prairies lediglich bei der NP und der GN dreistellige Stückzahlen. Im Unterschied zu europäischen Bahnen endete die Beschaffung von Prairie-Lokomotiven in den USA mit wenigen Ausnahmen bereits vor dem Ersten Weltkrieg.